# Farnbacher Racing
Farnbacher Racing est une écurie de sport automobile allemande fondée en 1992.

## Historique
L'écurie compte plusieurs participations aux 24 Heures du Mans, notamment les éditions 2010 et 2011, disputés respectivement avec des Ferrari F430 GTC et Ferrari 458 Italia GT2,.
En 2011, lors des 24h du Nürburgring, l'écurie signe la pole position.
En 2016, l'écurie participe au championnat allemand VLN avec une Lexus RCF GT3.

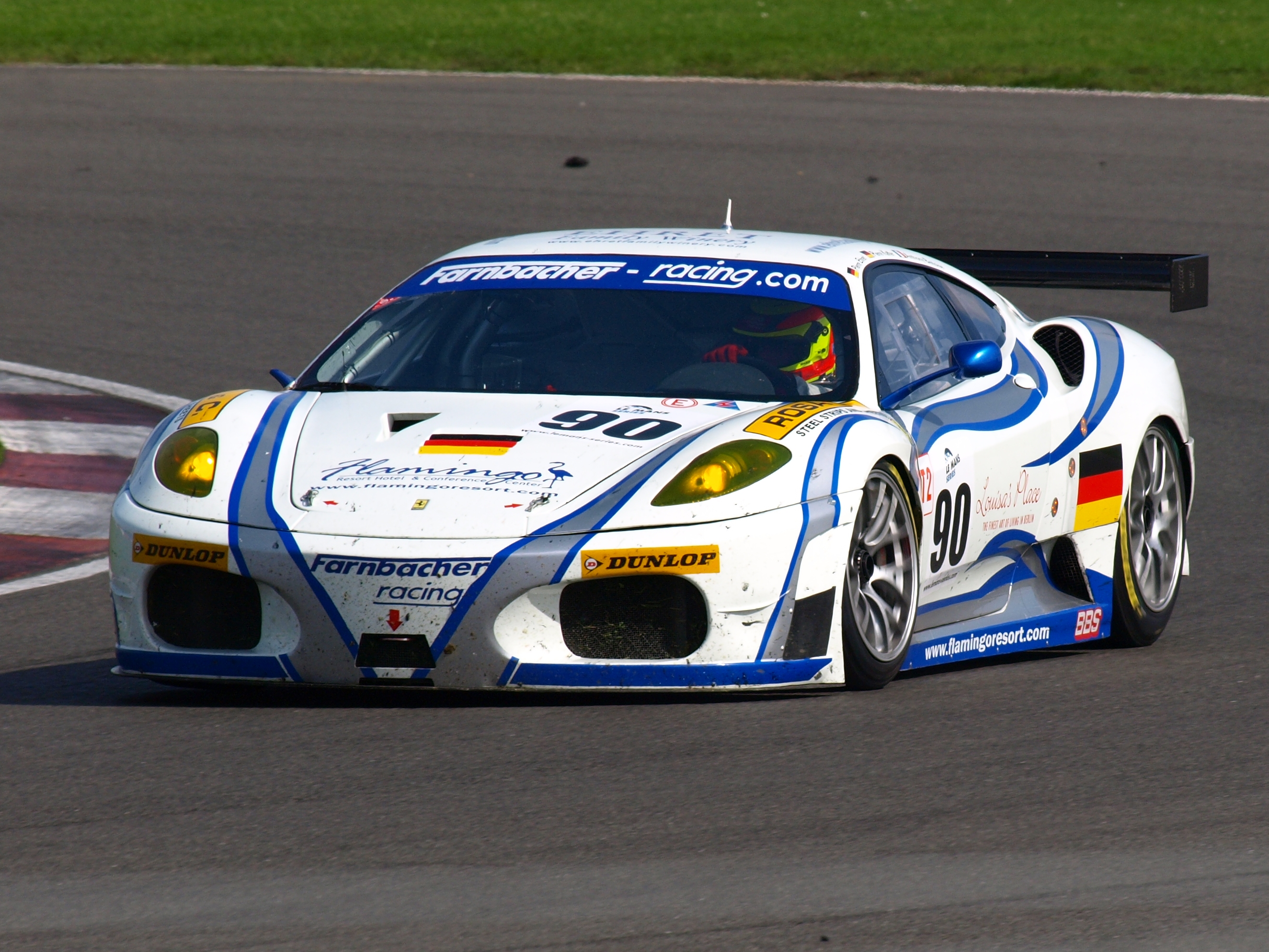
La Ferrari F430 GTC lors des 1 000 kilomètres de Silverstone 2008.

## Logos

Logo alternatif de l'écurie affichant ses initiales.